# Fontanna Kybele w Madrycie

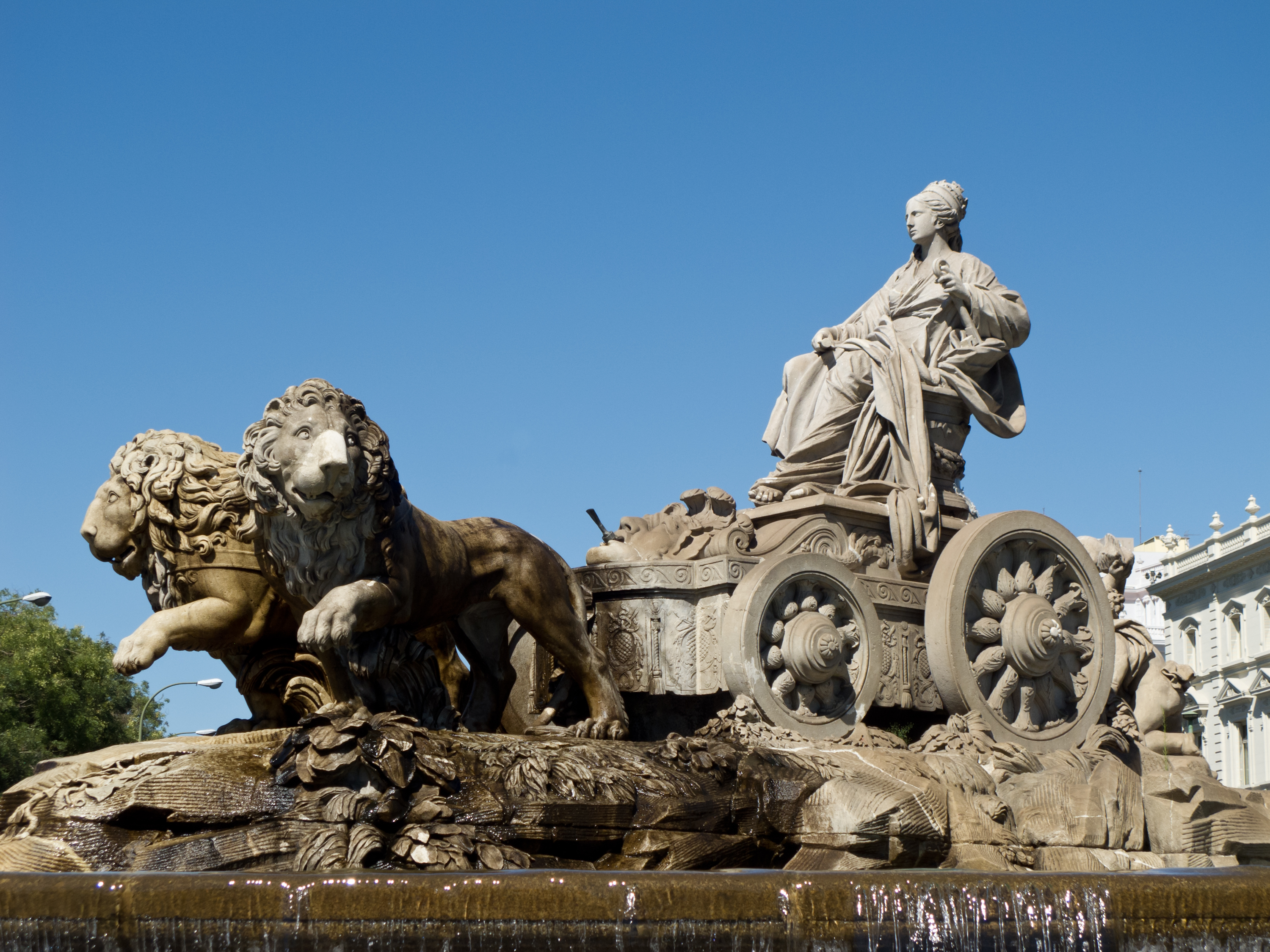
Fontanna Kybele na placu Plaza de Cibeles

Fontanna Kybele (hiszp. Fuente de Cibeles) – fontanna frygijskiej bogini płodności Kybele znajdująca się na Plaza de Cibeles w Madrycie. Fontanna ta została zaprojektowana przez Venturę Rodrígueza w 1777 roku za panowania króla Karola III. Przedstawia ona postać bogini płodności i urodzaju - Kybele, na rydwanie zaprzężonym w dwa lwy. Według mitologii lwy te przedstawiają Hippomenesa i Atalantę, ukaranych przez boginię Afrodytę na wieczne ciągnięcie rydwanu. Bogini i lwy zostały wyrzeźbione w marmurze pochodzącym z miejscowości Montesclaros, zaś pozostała część w kamieniu z Redueñi, miejscowości znajdującej się na północ od Madrytu w górach Sierra de Guadarrama. Fontanna ta pierwotnie w 1782 umieszczona została na Paseo de Recoletos obok Pałacu Buenavista, jednakże pod koniec XIX wieku w 1985 przeniesiona została na obecne miejsce. Współcześnie fontanna otaczana jest gmachami wielkich budynków takich jak m.in.: Pałac Buenavista, Bank Hiszpanii czy  Palacio de Linares. Stąd rozprzestrzenia się widok na muzeum Prado oraz ulicę Alcalá.